# 붙여누르기
붙여누르기는 상대방의 돌에 붙힌 후 상대가 젖히면 누름수로 대응하는 행마법이다. 붙여막기정석의 초반 수순 일부와 동일하다.